# Ocyptamus globiceps
Ocyptamus globiceps är en tvåvingeart som först beskrevs av Hull 1937.  Ocyptamus globiceps ingår i släktet Ocyptamus och familjen blomflugor. Inga underarter finns listade i Catalogue of Life.